# Brabrand

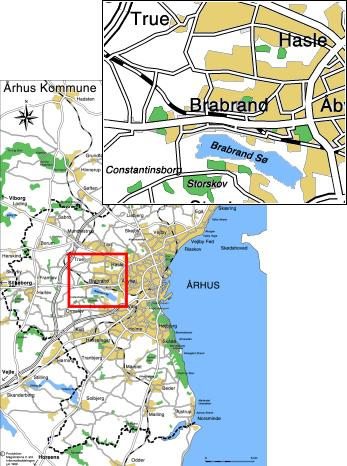
Brabrands position i förhållande till Århus.

Brabrand är ett tidigare stationssamhälle, nu förort till Århus i Danmark belägen 6–9 kilometer väster om Århus centrum och direkt norr om insjön Brabrand Sø. Brabrand har omkring 19 000 invånare[när?] och är en del av Århus kommun.
Namnet Brabrand förknippas ofta i medierna med getto och Gellerup (och därmed Gellerupparken med Brabrand Boligforening). Brabrand utgör dock ett större geografiskt område.
I norra Brabrand finns ett stort naturområde med den tidigare stora herrgården Holmstrup Gård. Väster härifrån fortsätter naturområdet till Skjoldhøjkilen och norr härfrån ligger också villakvarteret Skjoldhøj och Skjoldhøjkollegiet. Mot syd ligger det gamla Brabrand och kommunens största sjöområde, Brabrand Sø och Årslev Engsø. Brabrand Sø är den största insjön i Århus kommun och där höll man DM i kajak och kanot 2007.

## Gellerup och Toveshøj

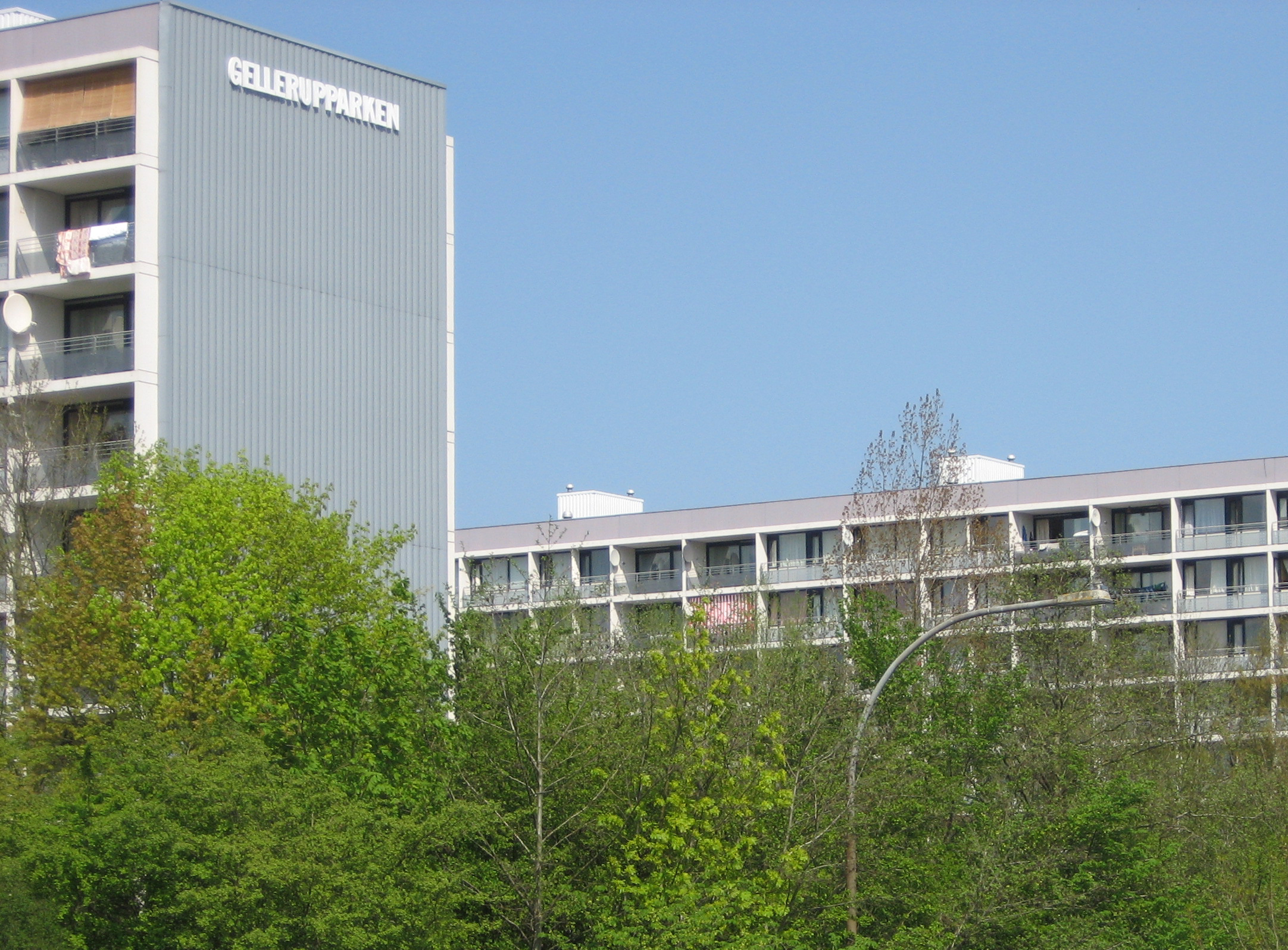
Gellerupparken i Brabrand.

Gellerup och Toveshøj, som ligger i norra Brabrand, är ett av Danmarks invandrartätaste områden. 86% av befolkningen här är invandrare eller barn till invandrare, primärt av arabiskt, turkist, somaliskt eller vietnamesiskt ursprung. Ungefär hälften av Brabrands invånare bor i Gellerup.